# Carlia gracilis
Espèce
Statut de conservation UICN

 LC  : Préoccupation mineure
Carlia gracilis est une espèce de sauriens de la famille des Scincidae.

## Répartition
Cette espèce est endémique d'Australie. Elle se rencontre en Australie-Occidentale et dans le Territoire du Nord.

## Étymologie
Son nom d'espèce, du latin gracilis, « fin », lui a été donné en référence à sa morphologie.

## Publication originale
- Storr, 1974 : The genus Carlia (Lacertilia: Scincidae) in Western Australia and Northern Territory. Records of the Western Australian Museum, vol. 3, no 2, p. 151-165 (texte intégral).